# جامعه‌شناسی نژاد و روابط قومی
جامعه‌شناسی نژاد و روابط قومی (به انگلیسی: sociology of race and ethnic relations)، به مطالعه روابط اجتماعی، سیاسی و اقتصادی میان نژادها و قومیت‌ها در تمامی سطوح جامعه می‌پردازد. این حوزه، مطالعه نژادپرستی نظام‌مند، مانند جداسازی محل اقامت و سایر فرایندهای پیچیده اجتماعی میان گروه‌های نژادی و قومی مختلف را در بر می‌گیرد.
تحلیل جامعه شناختی نژاد و قومیت بصورت مکرر با نظریهٔ پسااستعمار و سایر حوزه‌های جامعه‌شناسی مانند: قشربندی اجتماعی و روانشناسی جامعه در تعامل می‌باشد. در سطح برنامه‌ریزی سیاسی، روابط قومی از منظر همگون‌سازی فرهنگی یا چندفرهنگی مورد مطالعه قرار می‌گیرد. مبارزه با نژاد پرستی یکی‌دیگر از سبک‌های سیاست‌گذاری است که به ویژه در دهه ۱۹۶۰ و ۱۹۷۰ میلادی مشهور بوده‌است. در سطح بررسی آکادمیک، روابط قومی یا از طریق تجارب هر کدام از گروه‌های نژادی قومی یا از طریق موضوعات نظری مسلط مورد بحث قرار می‌گیرد.

## نظریه پردازان کلاسیک

### دبلیو. ئی.بی. دو بویس

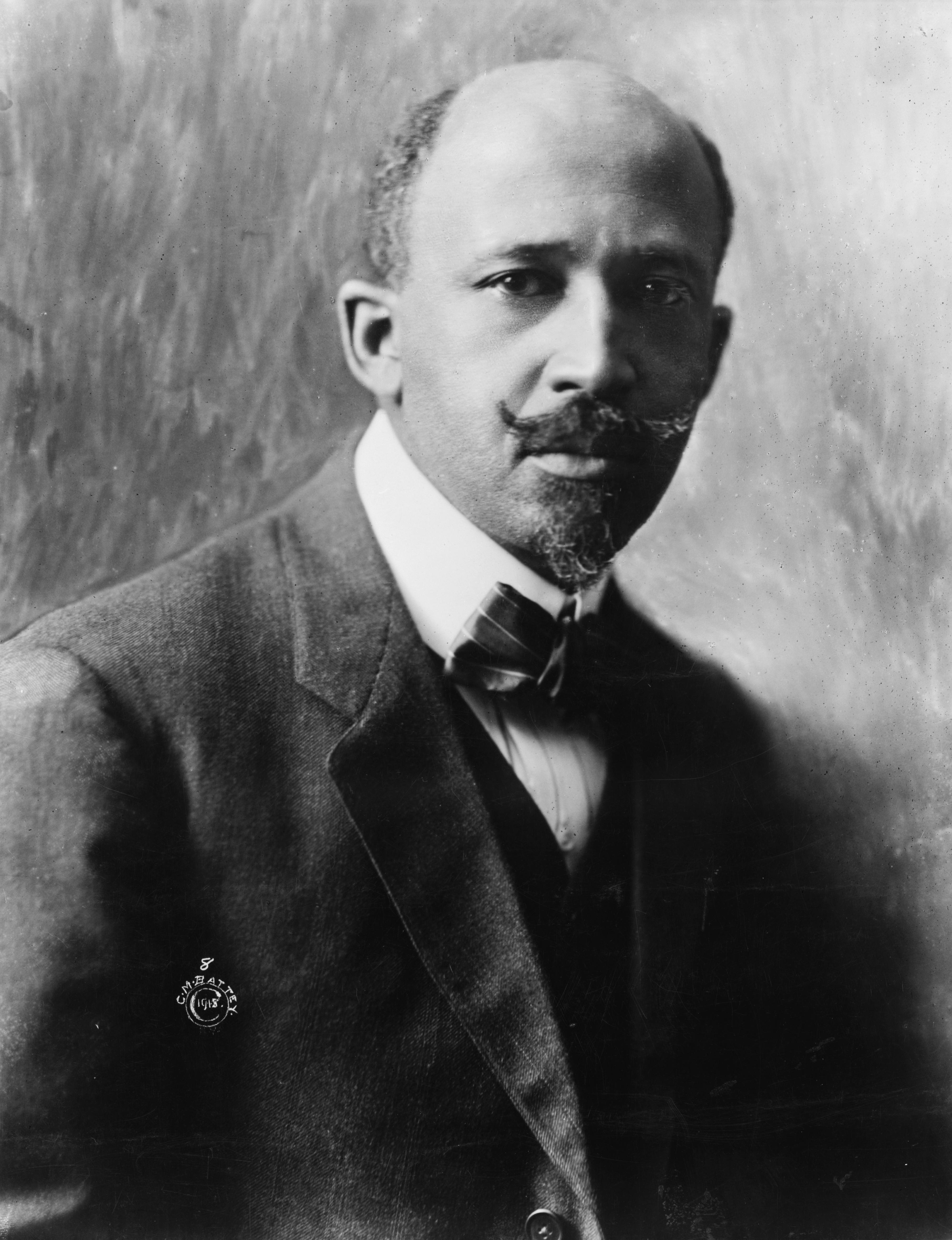
دبلیو. ئی.بی. دو بویس در ۱۹۱۸ میلادی

دبلیو. ئی.بی. دو بویس، یکی از شناخته شده‌ترین دانشمندان و فعالین تأثیرگذار سیاه‌پوست در قرن بیستم است. دو بویس دانش کافی در مورد مردمش را خود فرا گرفت. و از فضای آکادمیک به عنوان تنها راه برای آگاه کردن دیگران پیرامون بی‌عدالتی ای که در مقابل مردمش صورت می‌گرفت، استفاده نمود. تحقیقات دو بویس «نشان داد که گروه سیاه‌پوست نشانه است، نه یک علت؛ یک گروه کوشا و تپنده است، نه یک بدنه بی‌اثرِ مریض و گرفتار جرم؛ یک توسعه تاریخی دراز مدت است نه یک رویداد گذرا». دو بویس معتقد بود که سیاهپوستان آمریکایی باید به تحصیلات عالی راه یابند و از دسترسی شان به مدرسه که جدیداً فراهم شده‌است استفاده نموده و جایگاه بالاتری در اجتماع بدست بیاورند. او از این ایده با عنوان «دهمیِ مستعد» (Talented Tenth) یاد کرد. همچنین او بعد از مشهور شدن، به تبلیغ این باور که می‌گوید، برای اینکه سیاهپوستان در بعضی مکان‌ها آزاد باشند، باید در همه جا آزاد باشند، پرداخت. بعد از سفر به آفریقا و روسیه، او از فلسفه اصلی یکپارچه‌سازی خود پوزش خواسته و تصدیق نمود که این یک رؤیای دراز-مدت است.

### مارکس
مارکس جامعه را به نه طبقه «عالی» تقسیم‌بندی نمود، که در این طبقه‌بندی، طبقه سرمایه‌داری در بالا و کارگر در پایین بوده و طبقه میانی پشت یکی یا دیگری، هر جا که مناسب باشد قرار می‌گیرد. او امیدوار بود که طبقه کارگر باید بر علیه طبقه سرمایه‌دار برخیزند و در راستای متوقف نمودن استثمار طبقه کارگر تلاش نمایند. او تقصیر بخشی از ناکامی طبقه کارگران در انسجام را به طبقه سرمایه‌دار ربط می‌داد، چون آنها کارگران سیاهپوست و سفیدپوست را از هم جدا نمودند. این جداسازی، به ویژه میان سفیدها و سیاه‌ها در ایالات متحده، به نژاد گرایی افزود. مارکس تشریح می‌نماید که سرمایه‌داری با جدا کردن بازارهای کار و نابرابری نژادی در درآمد به نژادپرستی دامن زده‌است.

### بوکر تی. واشینگتن
بوکر تی. واشینگتن به عنوان یکی از تاثیرگذارترین استادان سیاهپوست در قرون نوزدهم و بیستم میلادی معروف است. واشینگتن در ۱۸۵۶ میلادی به عنوان یک برده در ویرجینیا، زمانیکه برده داری در حال ختم شدن بود بدنیا آمد. اما پس از به پایان رسیدن برده‌داری، بلافاصله نظام مستاجر در جنوب جایگزین آن شد که باعث مقروض شدن سیاهپوستان گردید. با بیشتر شدن روزافزون تبعیض در جنوب، پس از ختم عصر بازسازی، واشینگتن براین باور شد که کلید پیشرفت در آمریکا تحصیل دانش و بهبود وضعیت اقتصادی است، نه پیشرفت در عرصه سیاسی. در نتیجه، او در ۱۸۸۱ میلادی مؤسسهٔ تاسکگی، که حالا از آن بنام «دانشگاه تسکگی» یاد می‌شود، را تأسیس نمود تا به افراد آموزشی ارائه کرده تا در راستای یافتن شغل در بخش صنعتی در حال توسعه به آنها کمک کند. به دلیل تمرکز روی آموزش سیاهپوستان، بجای پیشرفت در عرصه سیاسی، او در راستای هدف خود از جانب سفیدپوستان حمایت مالی دریافت کرد. با این وجود، او بگونه‌ای مخفیانه اقدامات قانونی برای به چالش کشیدن جداسازی و محرومیت سیاهپوستان از حق رأی را نیز در پیش گرفت.

### وبر
ماکس وبر اساس جامعه‌شناسی-خردِ روابط قومی، که در ۱۹۰۶ میلادی آغاز شد را بنیان نهاد. وبر استدلال نمود که ویژگی‌های زیست‌شناختی نمی‌تواند به عنوان مبنا برای تشخیص یک گروه استفاده شود، مگر اینکه این ویژگی‌ها به عنوان ویژگی‌های مشترک پذیرفته شوند. این تفکر و رسوم مشترک بود که قومیت یک فرد را از دیگری مجزا می‌ساخت. این نظریه از سایر نظریات هم عصرهای وی که باور داشتند، یک گروه قومی تنها بر مبنای شباهت‌های زیست‌شناختی ایجاد می‌گردد، نه درک اجتماعی از عضویت در یک گروه، متفاوت بود.

## نظریه پردازان مدرن

### ادواردو بونیلا-سلوا
ادواردو بونیلا-سیلوا هم‌اکنون استاد جامعه‌شناسی در دانشگاه دوک است و در ۲۰۱۸ میلادی، رئیس اتحادیه جامعه‌شناسی امریکا بود. او دکترای خود را در ۱۹۹۳ میلادی از دانشگاه وسکانسین-مادیسون دریافت کرد و در همین دانشگاه با استاد خود چارلز کمیک آشنا شد، که سیلوا در مورد او می‌گوید: «کمیک به من باور داشت و قبل از فراغت از دانشگاه به من گفت که باید در ایالات متحده بمانم، چون من می‌توانم کمک به سزایی به جامعه‌شناسی آمریکایی بکنم.» بونیلا-سیلوا کار خود را به عنوان «دانشمند نژاد» آغاز نکرد، بلکه در ابتداء در بخش‌های تحلیل رده، جامعه‌شناسی سیاسی و جامعه‌شناسی توسعه (جهانی شدن) آموزش دید. بعد از اواخر دهه ۱۹۸۰ میلادی، او به یک جنبش دانشجویی در دانشگاه وسکانسین که در راستای عدالت نژادی فعالیت داشت پیوست و کار خود را در حوزه نژاد آغاز نمود. بونیلا-سیلوا در کتاب خود، «نژادپرستی بدون نژادپرستان» ، پیرامون نژاد پرستی کمتر هویدا بحث می‌نماید، و این نوع نژادپرستی را به نام «نژادپرستی جدید» که برای حاصل کردن عین هدف خود را در «زیر چتر قانون مداری» پنهان می‌نماید، یاد می‌کند. او همچنین به موضوع «نژادپرستی کوررنگ» می‌پردازد، که در این نوع نژاد پرستی، مردم نمی‌پذیرند که ما مساوات خود را بدست آورده‌ایم و تبعیض‌های گذشته و حال را رد می‌کنند.

### پتریشیا هیل کولنز
پتریشیا هیل کولنز هم‌اکنون در دانشگاه مریلند، کالج پارک، به عنوان استاد خدمت می‌نماید. او سند دکترای خود را در ۱۹۸۴ میلادی از دانشگاه براندیس بدست آورده‌است. کولنز رئیس انتخابی انجمن جامعه‌شناسی آمریکا بود، جایکه او به عنوان صدمین رئیس و اولین رئیس زن آمریکایی-آفریقایی مؤسسه خدمت کرد. کولینز یک نظریه‌پرداز اجتماعی است و کارها و تحقیقات او اساساً روی نژاد، طبقه اجتماعی، جنسیت و جندر متمرکز می‌باشد. او در رابطه به موضوعات فوق تعداد زیادی کتاب و مقاله نوشته‌است. کار کولینز روی اینترسکشنالیتی متمرکز بوده و او از دید یک زن رنگین‌پوست به موضوعات می‌پردازد. در یکی از کارهایش می‌نویسد: «ما باید اول بدانیم که ظلم چیست، جدید تحلیل‌ها که شامل نژاد، طبقه و جنیست می‌شود، با وجود مجزا بودن از هم، ساختارهای هم-تنیده‌ای از ظلم را تشکیل می‌دهند.»

### دنیس فریرا دا سیلوا
دنیس فریرا دا سیلوا یک جامعه‌شناس آموزش دیده و فیلسوف چیره در حوزه نژاد است. او در دانشگاه برتیش کولمبیا به عنوان استاد و رئیس بنیاد عدالت اجتماعی (انستیتوت که در بخش‌های جندر، نژاد، جنسیت و عدالت اجتماعی کار می‌کند) فعالیت دارد.